# ヨハン・ゲオルク・アルブレヒツベルガー
ヨハン・ゲオルク・アルブレヒツベルガー（Johann Georg Albrechtsberger, 1736年2月3日 ウィーン近郊クロスターノイブルク - 1809年3月7日 ウィーン）は、ウィーンで活躍した古典派の作曲家、音楽理論家、オルガニスト、音楽教育者である。ベートーヴェンの師の一人として、またウィーンのシュテファン大聖堂の楽長として知られている。
現在では作品の評価が必ずしも高いとはいえないが、当時は対位法の大家として名をとどろかせ、多くの弟子が集まった。育てた弟子の中にヨーゼフ・アイブラー、フンメル、モシェレス、ヨーゼフ・ヴァイグル、ベートーヴェン、フランツ・クサーヴァー・モーツァルトらがいる。
アルト・トロンボーン、口琴（ジューイッシュ・ハープ）などさまざまな楽器のために当時としては珍しい協奏曲を書いており、特に「アルト・トロンボーン協奏曲」はトロンボーンの定番曲目として現在も演奏される。ウィーン市街のやや南西部に、彼を記念してアルブレヒツベルガー通り（Albrechtsberger Gasse）が残されている。

## 生涯
ウィーンの北10キロにあるクロスターノイブルクで、馬車による運送の仕事もしていた農民の子として生まれている。7歳で同地の修道院聖歌隊に参加。続いて13歳でウィーンの西約70キロのメルク郡に赴き、ベネディクト会に属するメルク修道院の少年聖歌隊員となって音楽理論の基礎を学んだ。1753年にはウィーンのイエズス会神学校に入り、ここで音楽と哲学を学んでいる。同級生にミヒャエル・ハイドンがおり、彼を通じて兄のフランツ・ヨーゼフ・ハイドンとも知り合った。
1755年になると、オーストリア西部のラープ、続いて1757年にターファールのオルガニストとなった。その後はメルク修道院の音楽監督を務めた。1772年にはウィーンの帝室オルガン奏者に任命された。
1791年には親交のあったモーツァルトを見舞い、死後は葬儀の手配を行って参列している。同年にモーツァルトの勧めでシュテファン大聖堂の楽長助手となった。
1792年、ウィーンにやって来たベートーヴェンはヨーゼフ・ハイドンに師事したが、ハイドンがあまり面倒をみられなかったために、ハイドンの勧めでアルブレヒツベルガーについて和声と対位法を学んだ。終了の時にベートーヴェンは 「忍耐、勤勉、根気、誠実さが成功の秘訣である」 と書き残しているが、これはアルブレヒツベルガーの作曲哲学を反映したものだった。
1793年にシュテファン大聖堂の楽長となって、1809年に亡くなるまで務めた。墓はウィーンの聖マルクス墓地にある。
彼が残した最大の遺産は作曲の理論書で、1790年にライプツィッヒで出版された論文は1821年に第3版が出ている。また1826年には3巻本の作曲法教程が出版され、さらに1855年にはこの3巻本の英語版が出ている。

## 作品
出版された作品は弦楽四重奏曲の他、ピアノ・オルガンなど鍵盤楽器の前奏曲・フーガ・ソナタなどが主である。各種の協奏曲、室内楽曲、オラトリオ、ミサ曲など数多くの作品を書いているが、これらの多くは未出版のままで、ウィーン楽友協会に草稿の形で残されている。ハープ協奏曲、トロンボーン協奏曲が比較的よく演奏される。
- 200を越える鍵盤楽器（オルガン、ハープシコード）のための作品
- 4曲の交響曲

### 協奏曲
- ピアノ協奏曲 変ロ長調
- アルト・トロンボーン協奏曲 変ロ長調（1769年）　【演奏例】
- 4曲のハープ協奏曲（第1番 ハ長調など）（1772年）
- ハープ協奏曲 ハ長調（1773年）　【演奏例】
- オルガン協奏曲 変ロ長調　【演奏例】
- トランペット小協奏曲 変ホ長調　【演奏例】
- フルートとリュート（ギター）のための協奏曲 ニ長調
- 3曲の口琴とマンドーラのための協奏曲（1765年ごろ） 【演奏例】
- リコーダーとギターのための協奏曲　ハ長調

### 室内楽曲
- 弦楽四重奏曲 Op.16、Op.4
- 弦楽四重奏曲 ハ長調 Op.20-5（ヴァイオリン・ヴィオラ・チェロ・コントラバス）　【演奏例】
- 弦楽三重奏曲 Op.9、Op.1-3
- ヴィオラとチェロのための二重奏曲 ハ長調
- フルート、ハープ、低音のためのパルティータ
- 2つのヴィオラとコントラバスのためのディヴェルティメント ニ長調
- フルート、ヴィオラ・ダモーレ、コントラバスのためのパルティータ　ニ長調

### オルガン曲
- 8つの小前奏曲
- 5つの前奏曲
- 4手のための前奏曲とフーガ

### 宗教曲
- ミサ曲 変ホ長調
- ミサ曲 ニ長調（1783）　【演奏例】
- アヴェ・レジーナ・チェロールム
- マニフィカト
- テネブレ